# Cowden (Illinois)
Le village de Cowden est situé dans le comté de Shelby, dans l’État de l’Illinois, aux États-Unis. Sa population s’élevait à 629 habitants lors du recensement de 2010, estimée à 578 habitants en 2016.